# Ide Schelling
Ide Schelling (* 6. Februar 1998 in Den Haag) ist ein niederländischer Radrennfahrer.

## Sportlicher Werdegang
Bereits im Juniorenalter machte Ide Schelling durch erste Erfolge auf sich aufmerksam. Im Jahr 2016, seinem erfolgreichsten Jahr als Junior, konnte er die Gesamtwertung der Ronde des Vallées und jeweils die Bergwertung der Oberösterreich-Juniorenrundfahrt und der Internationalen Niedersachsen-Rundfahrt der Junioren für sich entscheiden.
2017 wurde Schelling Mitglied bei der SEG Racing Academy und wechselte in die U23. In den 3 Jahren bei der SEG Racing Academy hatte er mit der ersten Etappe beim Giro della Valle d’Aosta 2019 nur einen Sieg errungen, jedoch entwickelte er sich zu einem vielseitigen Fahrer mit Qualitäten beim Zeitfahren und am Berg.
Zur Saison 2020 wechselte Schelling zum UCI WorldTeam Bora-hansgrohe, das bei ihm aufgrund seiner Vielseitigkeit großes Potential sah. Im Oktober 2020 nahm er mit der Vuelta a España erstmals an einer Grand Tour teil und schloss diese als 69. in der Gesamtwertung ab. Seinen ersten Sieg für Bora-hansgrohe erzielte er 2021 beim GP Kanton Aargau. Auf der ersten Etappe der Tour de France 2021 übernahm er aufgrund eines Ausreißversuchs die Führung in der Bergwertung und wurde mit der Roten Rückennummer ausgezeichnet. Nachdem er das Gepunktete Trikot auf der 2. Etappe verlor, eroberte er die Führung aufgrund eines weiteren Ausreißversuchs auf der 3. Etappe zurück und verteidigte sie auf den folgenden drei Etappen.
Nachdem er 2022 nach einer Corona-Infektion nicht körperlich fit gewesen und ohne Erfolge geblieben war, gewann Schelling 2023 die zweite Etappe der Baskenland-Rundfahrt im Sprint des Vorderfeldes, womit er für einen Tag auch die Gesamtführung übernahm, und damit sein erstes Rennen der UCI World Tour. Mit der dritten Etappe der Slowenien-Rundfahrt folgte im Juni der erste Sieg im Rahmen der UCI ProSeries, wobei die Freude einen Tag nach dem tödlichen Unfall von Gino Mäder begrenzt war.
Zur Saison 2024 lehnte Schelling eine Vertragsverlängerung mit Bora-hansgrohe ab und wechselte zum Astana Qazaqstan Team. Bestes Saisonergebnis 2024 war ein zweiter Etappenrang bei der Tour of Oman.

## Erfolge
2015
- Nachwuchswertung Ronde des Vallées

2016
- Bergwertung Oberösterreich-Juniorenrundfahrt
- Bergwertung Niedersachsen-Rundfahrt der Junioren
- Gesamtwertung und eine Etappe Ronde des Vallées
- eine Etappe Grand Prix Rüebliland

2017
- Bergwertung Grand Prix Priessnitz spa

2019
- eine Etappe Giro della Valle d’Aosta

2021
- Grosser Preis des Kantons Aargau

2023
- eine Etappe Baskenland-Rundfahrt
- eine Etappe und Punktewertung Slowenien-Rundfahrt

## Grand Tour-Platzierungen
| Grand Tour            | 2020 | 2021 | 2022 | 2023 | 2024 |
| --------------------- | ---- | ---- | ---- | ---- | ---- |
| Giro d’ItaliaGiro     | –    | –    | –    | –    | –    |
| Tour de FranceTour    | –    | 119  | –    | –    | –    |
| Vuelta a EspañaVuelta | 69   | –    | –    | –    | 134  |